# Andrew Keith, 1. Lord Dingwall
Andrew Keith, 1. Lord Dingwall (* vor 1551; † um 1606) war ein schottischer Adliger aus dem Clan Keith.
Er war ein illegitimer Sohn des Robert Keith († 1551), Abt des Klosters Deer. Sein Vater war ein Bruder des William Keith, 3. Earl Marischal († 1581).
Er wurde zum Ritter geschlagen und mit Dingwall am Cromarty Firth, einschließlich Dingwall Castle, belehnt. Am 18. März 1584 König verlieh ihm Jakob VI. den erblichen Adelstitel Lord Dingwall.
Er hinterließ offenbar keine Nachkommen, so dass der Titel bei seinem Tod um 1606 erlosch.